# Cathédrale Saint-Patrick d'Auckland
Cette  cathédrale n’est pas la seule cathédrale Saint-Patrick.
La cathédrale Saint-Patrick (en anglais : St Patrick's Cathedral) est la cathédrale du diocèse catholique d'Auckland, en Nouvelle-Zélande. Dédiée à saint Patrick, patron des Irlandais, elle est de style néo-gothique. Elle fait partie des monuments historiques de Nouvelle-Zélande.

## Histoire
La cathédrale est fondée en 1841 par un Français, le premier vicaire apostolique de Nouvelle-Zélande puis premier évêque d'Auckland, Jean-Baptiste Pompallier (1802-1871) de la congrégation des maristes pionnière en Océanie. 
Il y avait alors moins de 500 catholiques pour la plupart irlandais, dans la bourgade d'Auckland. Ce n'est au début qu'une modeste chapelle de bois (consacrée en 1843), avec un presbytère et une petite école. 
En 1845, Mgr Pompallier commande à un architecte australien, Walter Robinson nouvellement arrivé, une église plus grande en pierre. Elle est construite à l'angle de la Chapel Street et de la Wyndham Street. Après que le diocèse d'Auckland est érigé en 1848, Mgr Pompallier est en France pour entre autres réunir des fonds. De retour en avril 1850, il décide de prendre ses quartiers principaux à Auckland qui est du reste la capitale de la colonie à cette époque. L'église qui devient l'église-mère du diocèse peut accueillir 700 fidèles.

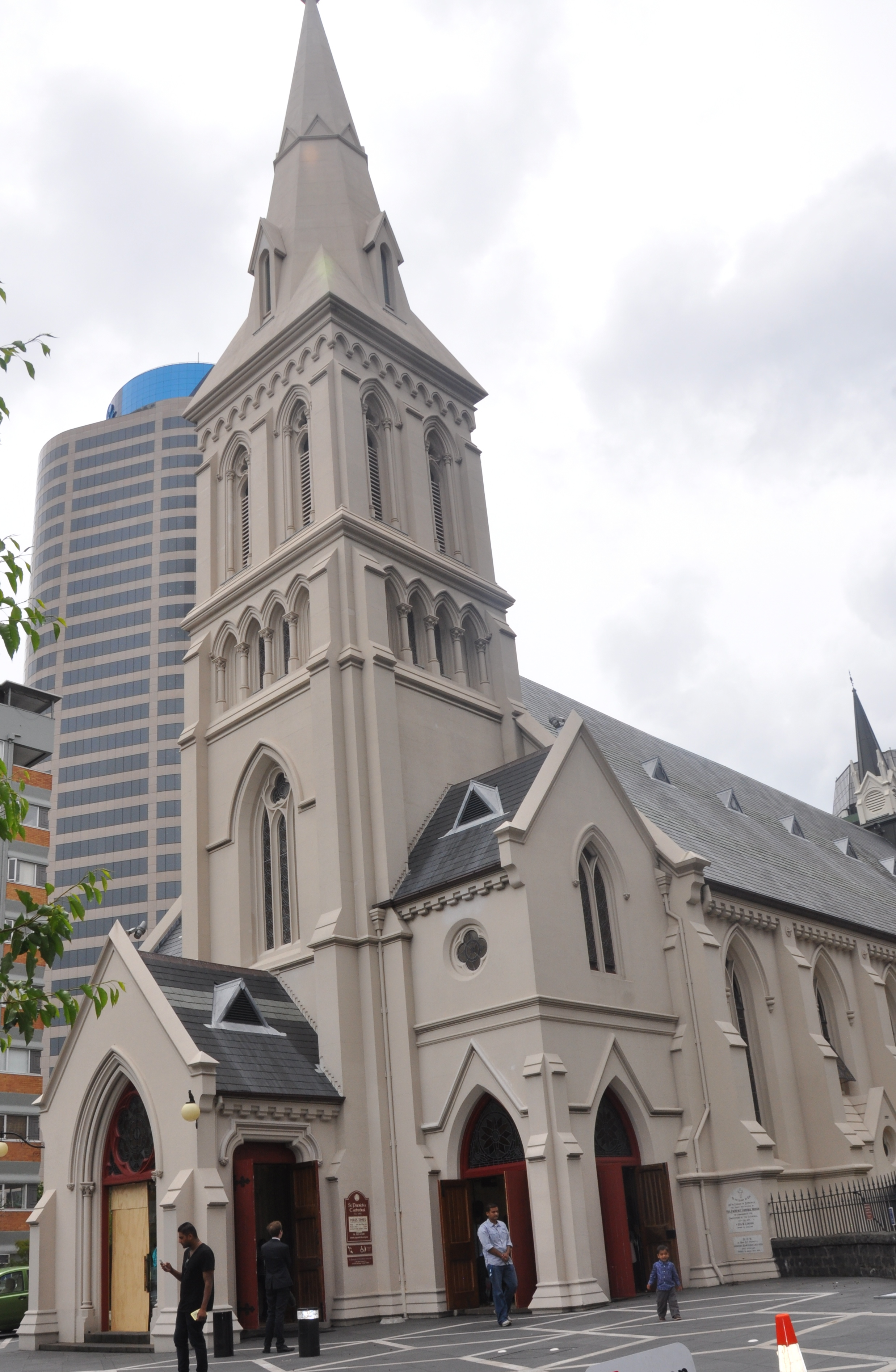
Le clocher et les porches.

En 1884, une nouvelle nef (24,4 m X 12,2 m) est bâtie dont la première pierre est bénie le 4 mai. L'ancienne église de Robinson en devient le transept et le maître-autel est placé devant le mur oriental. L'architecte en est Edward Mahoney. 
Entre 1884 et 1885, la nef est agrandie selon ses plans. Un clocher est dressé et les cloches viennent de Rome et un orgue de l'oratoire de Londres. 
L'ensemble est béni le 15 mars 1885 par l'archevêque de Wellington, Mgr Redwood.
En 1907, le fils et partenaire d'Edward Mahoney, Thomas Mahoney démolit la partie datant de 1848 afin d'agrandir encore la nef de 12,2 m, ajouter le chœur, un chevet et quatre absides, ainsi que deux chapelles latérales. Trois porches d'entrée sont aussi construits en façade, dont l'un est le baptistère. 
L'édifice prend alors l'aspect d'une véritable cathédrale, telle qu'elle se présente aujourd'hui. Elle peut accueillir 3 000 fidèles et elle est bénie le 23 février 1908 par le cardinal Moran, archevêque de Sydney.

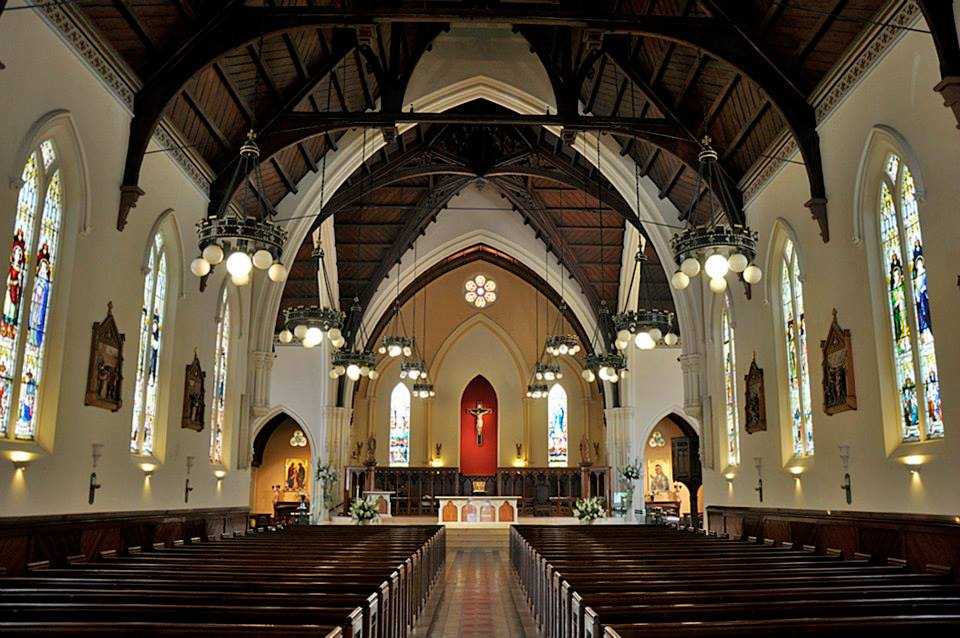
Intérieur de la cathédrale.

La cathédrale n'est consacrée que le 1er septembre 1963 car ce n'est qu'à cette date que tous les prêts sont enfin remboursés. La cérémonie est célébrée par Mgr James Liston.
C'est dans cette cathédrale que reposèrent en 1940 les restes du Premier ministre Michael Joseph Savage après une messe de Requiem à la cathédrale de Wellington avant d'être enterrés plus tard à Bastion Point.
La cathédrale a connu un grand programme de restauration en 2007.
Deux évêques d'Auckland y sont inhumés, Mgr Lenihan OSB (1896-1910) et Mgr Mackey (1974-1983). 

## Notes et références

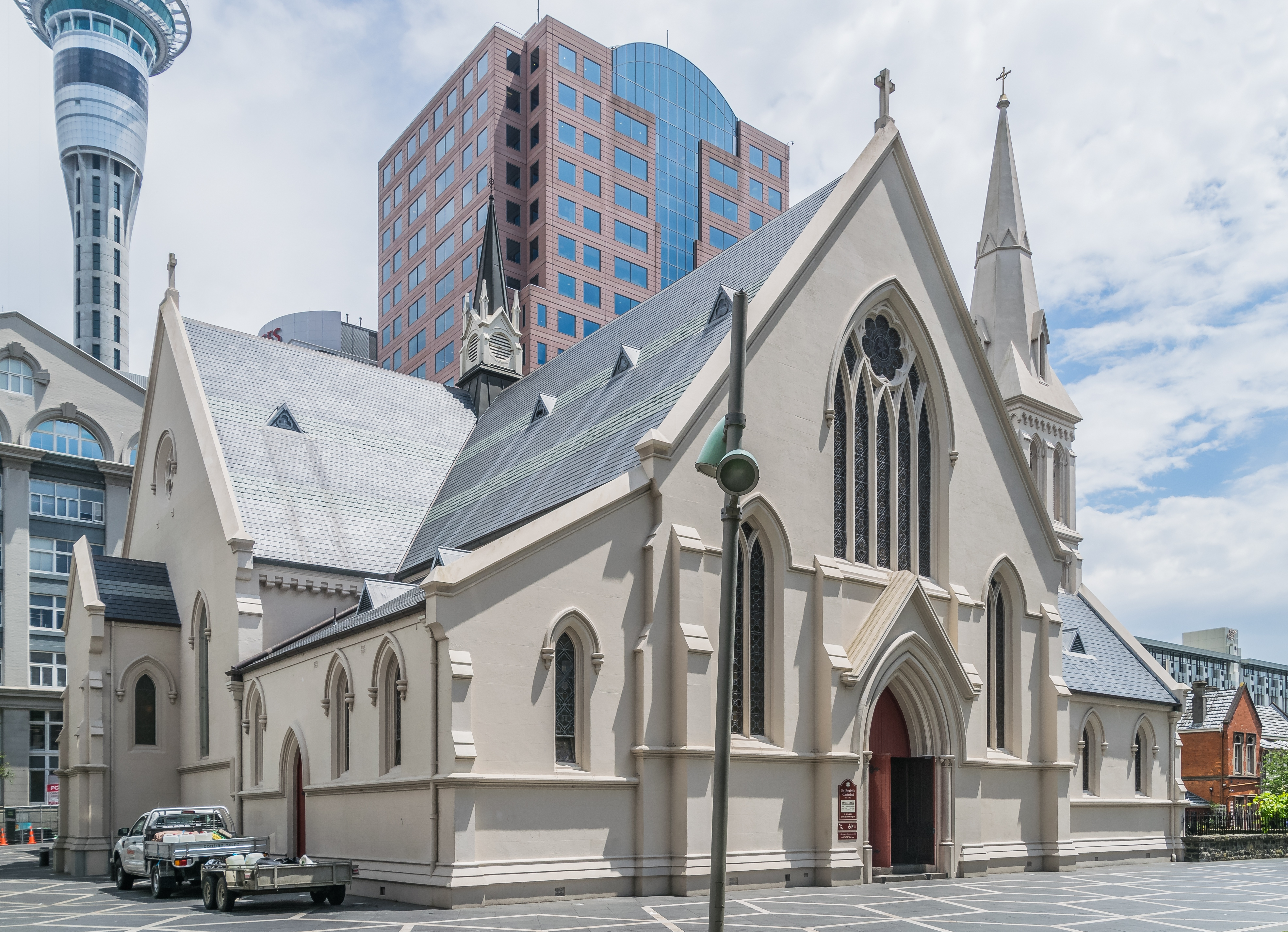
Côté nord de la cathédrale.